# Dick Van Dyke
Dick Van Dyke (născut Richard Wayne Van Dyke; n. 13 decembrie 1925, West Plains⁠(d), Missouri, SUA) este un actor de film american.